# New Hartford (Connecticut)
New Hartford es un pueblo ubicado en el condado de Litchfield en el estado estadounidense de Connecticut. En el año 2005 tenía una población de 6.746 habitantes y una densidad poblacional de 70 personas por km².

## Geografía
New Hartford se encuentra ubicada en las coordenadas 41°50′29″N 73°00′15″O / 41.84139, -73.00417.

## Demografía
Según la Oficina del Censo en 2000 los ingresos medios por hogar en la localidad eran de $69,321, y los ingresos medios por familia eran $78,065. Los hombres tenían unos ingresos medios de $52,077 frente a los $36,946 para las mujeres. La renta per cápita para la localidad era de $30,429. Alrededor del 1.6% de la población estaban por debajo del umbral de pobreza.